# 궉 (성씨)
궉(鴌)씨는 한국의 성씨이다. 본관은 청주(淸州), 선산(善山), 순창(淳昌) 3본이 있다.

## 연원

### 중국
봉/궉(鴌)은 봉(鳳: 펑)의 고자 (古字), 또는 이체자이다. 즉 본래 봉(鳳)씨였으며, 한국에서 성씨로 쓰일 때는 "궉"이 되는 것은 한국특유의 용법으로 "꿩"의 발음이 변한 것이다. 봉 (鳳)씨는 한국에서 없는 봉씨로 복희 풍 (凤:펑)성이다. 고대 중국 성씨들은 대체로 초나라와 관련이 있으며, 명나라 원군 들도 초나라 지역 출신들이 많았다. 궉(鴌)의 한자음은 봉, 중국음은 /feng/이다.

### 한국
조선 광해군 6년(1614년)에 간행된 이수광의 《지봉유설》에는 “순창(淳昌)에 궉씨가 있는데 내력은 알 수 없지만, 혹자는 호성(胡姓)이라고도 한다.”라는 기록이 있다.
1780년에 간행된 이덕무의 《앙엽기》(盎葉記)에는 “선산(善山)에 궉씨 마을이 있는데 선비가 많다”는 기록이 있다.
1930년 국세조사 때 경기도 용인, 충청남도 보령, 청양, 예산, 천안 등지에 12가구가 있었다.

## 청주 궉씨
청주 궉씨(淸州 鴌氏)의 시조는 임진왜란 때 명나라의 원군으로 조선에 왔던 궉시영(鴌時永)이다. 그는 부장(副長)으로서 무공을 세우고 후에 충성공이라는 시호를 받았다. 본관은 청주이다.
궉씨 종친회 궉영수 총무는 “확인된 종친이 300명에도 못미쳐 손이 귀한 것 같다”며 “4,5대 독자도 흔하다”고 말했다.

## 인구
궉(鴌)씨는 1960년 조사에서는 인구 62명으로, 2000년 대한민국 통계청 인구조사 결과 74가구, 248명으로 조사되었다.

## 본관
본관은 청주(淸州), 선산(善山), 순창(淳昌) 3본이 있다.
| 본관                 | 가구   | 인구  |
| -------------------- | ------ | ----- |
| 청주 궉씨(淸州 鴌氏) | 47가구 | 164명 |
| 선산 궉씨(善山 鴌氏) | 20가구 | 60명  |
| 순창 궉씨(淳昌 鴌氏) | 7가구  | 24명  |

## 인물
- 궉채이 : 청주 궉씨 19대손. 대한민국 국가대표로 2004년 세계롤러스피드스케이팅 선수권대회 2관왕.